# إل. راسيل براون
إل. راسيل براون (بالإنجليزية: L. Russell Brown)‏ هو ملحن وكاتب أغاني وشاعر أمريكي، ولد في 29 يونيو 1940 في نيوآرك في الولايات المتحدة.

## وصلات خارجية
- إل. راسيل براون على موقع IMDb (الإنجليزية)
- إل. راسيل براون على موقع ميوزك برينز (الإنجليزية)
- إل. راسيل براون على موقع قاعدة بيانات برودواي على الإنترنت (الإنجليزية)
- إل. راسيل براون على موقع ديسكوغز (الإنجليزية)